# Långshyttans AIK
Långshyttans Allmänna Idrottsklubb är en idrottsklubb från Långshyttan i Dalarna. Klubben bedriver verksamhet i fotboll, längdskidor och orientering. Fotbollen håller till på Klosterliden. Fotbollslaget spelar i svarta och vita dräkter.
Klubben bildades 1921 och har spelat en säsong i den näst högsta serien i fotboll. Denna enda säsong var 1945/46 då de slutade på en sista plats och åkte tillbaka ner till division 3. Klubben har även spelat sju säsonger i den tredje högsta divisionen.
2020 spelar laget i division 6.